# Renascer (trilha sonora de 1993)
Renascer é uma telenovela brasileira de 1993 exibida pela TV Globo.

## Trilha Sonora Nacional

### Volume 1
Capa: Marcos Palmeira
1. "Dito e Feito" - Roberto Carlos (tema de Dona Patroa)
2. "Ai Que Saudade De Ocê" - Fabio Jr (tema de Ritinha e Damião)
3. "Lindeza" - Caetano Veloso (tema de José Inocêncio)
4. "Só Pra Te Mostrar" - Daniela Mercury e Herbert Vianna (tema de Buba)
5. "O Lado Prático Do Amor" - Guilherme Arantes (tema de Eliana)
6. "Sport Time" - Sushine Orchestra (tema geral)
7. "Confins" - Ivan Lins Com Participação Especial de Batacotô (tema de abertura)
8. "Lua Soberana" - Sérgio Mendes (tema dos extratores de cacau e de intervalo)
9. "Me Diz" - Fagner (tema geral)
10. "Parabolicamará" - Gilberto Gil (tema de locução Bahia)
11. "De Volta Ao Começo" - Roupa Nova (tema das terras José Inocêncio e de encerramento)
12. "Mentiras" - Adriana Calcanhotto (tema de Mariana)
13. "Em Nome Do Amor" - Agnaldo Rayol (tema de Rachid)
14. "To Aim" - Franco Perini (tema geral)

### Trilha Sonora Nacional
Capa: Jackson Antunes
1. "Além Da Última Estrela" - Maria Bethânia (tema de Sandra)
2. "Cheiro Da Saudade" - Ney Matogrosso (tema de Morena)
3. "Eu Quero Meu Amor" - Elba Ramalho (tema geral)
4. "Romance" - 14 Bis (tema de Teca)
5. "Lavrador" - Moraes Moreira (tema de Damião)
6. "Memórias(Patch Memory)" - Franco Perini (tema geral)
7. "Essa Tal Felicidade" - Tim Maia (tema de Zé Augusto)
8. "Sete Desejos" - Alceu Valença (tema de Eliana e Damião)
9. "Dois corações" - Nana Caymmi (tema de João Pedro)
10. "Palavra Acesa" - Quinteto Violado (tema de Tião Galinha)
11. "Joaninha" - Ithamara Koorax (tema de Joaninha)
12. "Renascer(protection)" - Franco Perini (tema geral)